# Coccoloba montana
Coccoloba montana är en slideväxtart som beskrevs av Paul Carpenter Standley. Coccoloba montana ingår i släktet Coccoloba och familjen slideväxter. Inga underarter finns listade i Catalogue of Life.